# マルシィ
マルシィ（英語: marcy）は、日本のスリーピースロックバンドである。所属レーベルはユニバーサルシグマ。

## メンバー
- 吉田右京
  - ギター、ボーカル担当。
  - 作詞・作曲を手掛ける。
  - 10/06 生まれ

- フジイタクミ
  - ベース担当。
  - 自称「陽気な隠キャ」
  - キャンプ部。
  - 12/28 生まれ

- shuji
  - リードギター担当。
  - コーラ。
  - 最年長。
  - 05/31 生まれ

## 旧メンバー
- N@nba
  - ギター担当。~2018年12月末。
  - 現：SILENCE OF INNOCENCE
- 慶伍
  - ドラム担当。~2019年10月27日
- めゐびー
  - ドラム/ジャケットのイラスト担当。2019年11月13日~2021年9月11日

## 来歴

### 2018年
- うきょう(現:吉田右京)、フジイタクミを中心に結成。ドラムの慶伍と共に福岡のライブハウスを拠点にバンド活動を開始。活動開始当初のバンド名はastela resound。
- 12月N@nbaが脱退。

### 2019年
- 1月 おさみぃ(現:shuji)が加入。
- 3月 バンド名を“マルシィ”に改名。
- 4月「Drama」のMVを公開。
- 6月 インディーズバンドの音楽配信サイトであるEggsにて新曲「雫」を公開。
- 7月 タワーレコード渋谷店及びライブ会場限定で、「Drama」とカップリング曲「雫」を収録したCDが発売。
- 11月 ドラム担当の慶伍が脱退し、めゐびーが加入。

### 2020年
- 5月 マルシィのYouTubeチャンネルが開設。「絵空」MV公開。同時期に「Drama/絵空」が各種音楽配信サービスにて配信開始。 ノンプロモーションにもかかわらずSNSを中心に楽曲が広まり、新人バンドとして異例のSpotifyバイラルチャートへ約1ヶ月連続チャートインを記録。
- 10月 「Drama」MVが100万再生を突破。
- 11月 「雫」配信開始&MV公開。2019年公開音源をリミックス。
- 12月
  - 「白雪」配信開始&MV公開。
  - リリース情報解禁後、歌ネットによる注目度ランキングで1位を獲得。

### 2021年
- 3月 「ワスレナグサ」配信開始&MV公開。
- 4月 「オードトワレ」配信開始&MV公開。
- 7月  
  - 昨年リリースの「絵空」が、7月21日より配信のオリジナルWEBドラマ『ニューワールドメイカーズ』の主題歌に決定した。
  - ライブでの定番曲である、「プラネタリウム」の配信開始&MV公開。
- 9月 ドラム担当のめゐびーが脱退。
- 10月 マルシィ初となるワンマンライブ、「マルシィone man live“for You” 」を地元福岡にて開催決定。
- 12月17日「マルシィone man live“for You”」をFUKUOKA BEATS STATIONにて開催。マルシィ初となるグッズも発売された。

### 2022年
- 2月 「ピリオド」配信開始&MV公開。
- 3月 「最低最悪」配信開始&MV公開。東京での初ワンマンライブ「マルシィ one man live 2022”START“」を27日に開催。同日、ユニバーサルミュージックのユニバーサルシグマからのメジャー・デビューと、1stアルバム『Memory』発売を発表。CDアルバムには今まで配信されていた8曲と新たに公開した「ラブストーリー」「君のこと」「牙」の3曲を加えた計11曲のアルバムとなった。アルバムのコンセプトは恋の始まりから愛が終わるまでの記憶を一つの作品にコンパイルしたラブソングアルバムとなっている。同日、ボーカルうきょうの名前を吉田右京に、ギターおさみぃの名前をshujiに改名。
- 4月 自身初となる全国ツアー「マルシィ one man live tour 2022“Memory”」の開催を発表。
- 6月1日 ユニバーサルシグマより1stアルバム『Memory』でメジャー・デビュー。
- 7月1,10,22,28日 自身初となる全国ツアー「マルシィ one man live tour 2022“Memory”」の成功を大阪【大阪 Music Club JANUS】、名古屋【名古屋CLUB QUATTRO】、福岡【福岡 DRUM LOGOS】、東京【渋谷 CLUB QUATTRO】の計4都市で収める。
  - 8月7日　自身らの夢であった「ROCK IN JAPAN FESTIVAL 2022」に初出演&大成功を収めた。
- 10月「幸せの花束を」配信開始&MV公開。
- 12月17日「マルシィ one man live 2022 "winter night "」を恵比寿ガーデンホールにて開催。
- 12月31日「COUNTDOWN JAPAN 2223」出演。

### 2023年
- 1月「アリカ」配信開始＆MV公開。
- 3月「大丈夫」配信開始＆MV公開。ポカリスエットWebムービー「私たちの今」篇 書き下ろし楽曲。「全日本高等学校・全日本中学校 チアリーディング選手権大会」応援CM曲。
- 4月「ただそれだけのことがさ」配信開始＆MV公開。ABEMA『恋する♥ホームステイ2023春〜Swert Orange Memory〜』第2話挿入歌決定。
- 6月「ラズベリー」配信開始＆MV公開。
  - マルシィ初の５大都市ツアー「マルシィ one man live tour 2023 “melt into you”」を名古屋、福岡、大阪、北海道、東京で開催。チケットの抽選倍率は約10倍と人気の凄さを魅せた。
- 7月 マルシィ Official Site／Official Fanclub「Marcy House」オープン。メンバーであるshujiが「先住民」と発言したことでファンネームが「先住民」になりかけた。だが正式的なファンネームは決まってない。
- 8月「ミックス」配信開始＆MV。Google Pixel 7a WEB CM曲決定。
  - ROCK IN JAPAN FESTIVAL 2023出演。
- 10月「ラブソング」配信開始＆MV公開。
- 11月『マルシィ FC TOUR 2023 “Welcome to Marcy House”』を愛知、大阪、東京で開催。
  - 2ndアルバム『Candle』リリース決定。“聞いてくれる方の日常の灯火となれば”と、まるでキャンドルの灯りのように温かく優しい楽曲をコンパイルしたアルバムである。収録曲には未解禁の3曲「凪」、「恋焦がれて」、ワンマンライブでの定番曲「もしもの続きを少しだけ」を含む全10曲である。
- 12月 COUNTDOWN JAPAN 23/24出演。

### 2024年
- 1月「マルシィ one man live tour 2024"Candle”」を大阪、愛知、石川を始めとする全9都市で開催。
- 3月「 マルシィ Zeppツアー2024(仮)」をZepp Haneda、KT Zepp Yokohamaを初めとする全6Zepp会場で開催。
- 12月 オリコン週間ストリーミングランキングにて『ラブソング』が自身初の累積再生数1億回を突破[1]。
- 12月 『マルシィ one man live 2024 winter night〜PRESENT〜』を立川ステージガーデンにて開催。

### 2025年
- 4月12日 初となる日本武道館での単独公演「マルシィ one ｍan live 2025 “with your daily”」を開催[2]。

## ディスコグラフィ

### アルバム
|     | 発売日         | タイトル | 規格品番                                  | 収録曲 | MV出演                         | 備考             |
| --- | -------------- | -------- | ----------------------------------------- | --- | ------------------------------ | ---------------- |
| 1st | 2022年6月1日   | Memory   | UMCK-1713                                 | 全曲作詞・作曲：吉田右京 1. ラブストーリー 【編曲:島田昌典】 2. プラネタリウム 【編曲:マルシィ】 3. ワスレナグサ 【編曲:本間昭光】 4. 君のこと 【編曲:マルシィ】 5. ピリオド 【編曲:マルシィ】 6. 花びら 【編曲:島田昌典】 7. 未来図 【編曲:百田留衣】 8. 最低最悪 【編曲:マルシィ】 9. 牙 【編曲:マルシィ】 10. 白雪 【編曲:百田留衣】 11. 絵空 -Bonus Track- 【編曲:マルシィ】 | 1.永瀬莉子 4.水野舞菜 9.安倍乙 | オリコン最高12位 |
| 2nd | 2023年11月29日 | Candle   | PDCS-1932:受注生産限定盤 UMCK-1759:通常盤 | 1. 凪 2. 恋焦がれて 3. ミックス 4. ラブソング 5. 大丈夫 6. ただそれだけのことがさ 7. アリカ 8. もしもの続きを少しだけ 9. ラズベリー 10. 幸せの花束を 受注生産限定盤Blu-ray[マルシィ one man live tour 2023 “melt into you” at Zepp Haneda 2023.07.21] 1. 最低最悪 2. ワスレナグサ 3. 雫 4. ピリオド 5. ラズベリー 6. オードトワレ 7. もしもの続きを少しだけ 8. 未来図 9. プラネタリウム 10. 牙 11. 君のこと 12. アリカ 13. ラブストーリー 14. Drama 15. 大丈夫 16. 絵空 -Encore- 17. 幸せの花束を -Encore- - Documentary of マルシィ one man live tour 2023 “melt into you” at Zepp Haneda 2023.07.21 -Bonus Movie- | 1.松川星/山口葵                | オリコン最高20位 |

### 配信限定シングル
|      | 配信日         | タイトル               | 規格                   | レーベル           | MV出演                                     | 備考 |
| ---- | -------------- | ---------------------- | ---------------------- | ------------------ | ------------------------------------------ | ---- |
| 1st  | 2020年5月31日  | Drama/絵空             | デジタル・ダウンロード | 自主レーベル       | きりまる(Drama)/今村優花(絵空)             |      |
| 2nd  | 2020年11月9日  | 雫                     | デジタル・ダウンロード | 自主レーベル       | 小山モモ                                   |      |
| 3rd  | 2020年12月7日  | 白雪                   | デジタル・ダウンロード | 自主レーベル       | 朱里                                       |      |
| 4th  | 2021年3月1日   | ワスレナグサ           | デジタル・ダウンロード | 自主レーベル       | 古田愛理                                   |      |
| 5th  | 2021年4月26日  | オードトワレ           | デジタル・ダウンロード | 自主レーベル       | 江野沢愛美/中川大輔                        |      |
| 6th  | 2021年7月28日  | プラネタリウム         | デジタル・ダウンロード | 自主レーベル       | 川口葵                                     |      |
| 7th  | 2021年11月30日 | 花びら                 | デジタル・ダウンロード | 自主レーベル       | 福田愛依                                   |      |
| 8th  | 2022年2月23日  | ピリオド               | デジタル・ダウンロード | 自主レーベル       | 久保田紗友/結木滉一/前田旺志郎             |      |
| 9th  | 2022年3月23日  | 最低最悪               | デジタル・ダウンロード | 自主レーベル       | なえなの                                   |      |
| 10th | 2022年10月26日 | 幸せの花束を           | デジタル・ダウンロード | ユニバーサルシグマ | 北原帆夏/宇佐卓真                          |      |
| 11th | 2023年1月18日  | アリカ                 | デジタル・ダウンロード | ユニバーサルシグマ | 羽瀬川なぎ                                 |      |
| 12th | 2023年3月1日   | 大丈夫                 | デジタル・ダウンロード | ユニバーサルシグマ | 吉永アユリ                                 |      |
| 13th | 2023年4月19日  | ただそれだけのことがさ | デジタル・ダウンロード | ユニバーサルシグマ | 久間田琳加                                 |      |
| 14th | 2023年6月28日  | ラズベリー             | デジタル・ダウンロード | ユニバーサルシグマ | 畑芽育                                     |      |
| 15th | 2023年8月16日  | ミックス               | デジタル・ダウンロード | ユニバーサルシグマ | 大友花恋                                   |      |
| 16th | 2023年9月27日  | ラブソング             | デジタル・ダウンロード | ユニバーサルシグマ | 鈴木ゆうか                                 |      |
| 17th | 2024年2月7日   | エール                 | デジタル・ダウンロード | ユニバーサルシグマ | 山川愛理/竹脇刀真/山口夏弥/齋藤美雪/戸田楓 |      |
| 18th | 2024年5月29日  | アイラブ               | デジタル・ダウンロード | ユニバーサルシグマ | 加藤栞/高瀬巧磨                            |      |
| 19th | 2024年8月27日  | ピエロ                 | デジタル・ダウンロード | ユニバーサルシグマ | 小森リオ                                   |      |
| 20th | 2024年9月25日  | プレゼント             | デジタル・ダウンロード | ユニバーサルシグマ | 飯沼愛/村田凪                              |      |
| 21st | 2025年1月8日   | 願いごと               | デジタル・ダウンロード | ユニバーサルシグマ | 近藤華/栄莉弥                              |      |
| 22nd | 2025年4月9日   | フリージア             | デジタル・ダウンロード | ユニバーサルシグマ | 吉田美月喜/酒井大成                        |      |
| 23rd | 2025年5月21日  | 君中心に揺れる世界は   | デジタル・ダウンロード | ユニバーサルシグマ | 希空                                       |      |
| 24th | 2025年6月10日  | 青空                   | デジタル・ダウンロード | ユニバーサルシグマ | 渡邉美穂                                   |      |

## タイアップ一覧
| 使用年 | 曲名                   | タイアップ                                                                                       |
| ------ | ---------------------- | ------------------------------------------------------------------------------------------------ |
| 2021年 | ワスレナグサ           | 小説「恋に焦がれたブルー」CMソング                                                               |
| 2021年 | 絵空                   | メニコン「メルスプラン」誕生20周年記念企画 オリジナルWebドラマ『ニューワールドメイカーズ』主題歌 |
| 2021年 | 花びら                 | 「BOOM BOOM BOOMプレイリスト」オフィシャルCMソング                                               |
| 2022年 | ピリオド               | テレビ愛知『a-NN!』3月度エンディングテーマ                                                       |
| 2022年 | 幸せの花束を           | ABEMA『恋愛ドラマな恋がしたい in NEW YORK』主題歌                                                |
| 2023年 | 大丈夫                 | ポカリスエット協賛「全日本高等学校・全日本中学校 チアリーディング選手権大会」応援CM曲            |
| 2023年 | ただそれだけのことがさ | ABEMA『恋する♥週末ホームステイ 2023春～Sweet Orange Memory～』第2話 挿入歌                       |
| 2023年 | ミックス               | Google Pixel 7a「ツーショマジック（植村颯太 / 柚来しいな編）」Web CMソング                       |
| 2024年 | エール                 | 進研ゼミ高校講座 55周年キャンペーン・ソング                                                      |
| 2024年 | もしもの続きを少しだけ | ABEMA『ハイティーン・バイブル』内 ショートドラマ『ハイティーン・ダイアリー』主題歌               |
| 2024年 | 凪                     | ABEMA『ハイティーン・バイブル』内 ショートドラマ『ハイティーン・ダイアリー』挿入歌               |
| 2024年 | アイラブ               | ABEMA『ハイティーン・バイブル』内 新恋愛企画『らぶwithふれんど』主題歌                           |
| 2025年 | 願いごと               | テレビアニメ『どうせ、恋してしまうんだ。』エンディングテーマ                                     |
| 2025年 | アイラブ               | ABC-MART with adidas「GRADAS」スペシャルムービー使用曲                                           |
| 2025年 | フリージア             | GROVEショートフィルムチャンネル「瞬間seju」テーマソング                                          |
| 2025年 | 君中心に揺れる世界は   | JTB CMイメージソング                                                                             |
| 2025年 | 青空                   | 映画『青春ゲシュタルト崩壊』主題歌                                                               |

## 主なライブ

### ワンマンライブ・主催イベント
| 開催日                    | タイトル                                        | 備考 |
| ------------------------- | ----------------------------------------------- | --- |
| 2021年12月17日            | マルシィ one man live 2021 "for You"            | FUKUOKA BEAT STATION |
| 2022年3月27日             | マルシィ one man live 2022 "START"              | 渋谷WWW X |
| 2022年7月1日 - 7月28日    | マルシィ one man live tour 2022 "Memory"        | 大阪Music Club JANUS、愛知CLUB QUATTRO、福岡DRUM LOGOS、東京CLUB QUATTRO                                                                                   |
| 2022年12月17日            | マルシィ one man live 2022 "winter night"       | 恵比寿ザ・ガーデンホール |
| 2023年6月23日 - 7月21日   | マルシィ one man live tour 2023 "melt into you" | 名古屋DIAMOND HALL、福岡UNITEDLAB、大阪 BIGCAT、札幌cube garden、東京Zepp Haneda                                                                           |
| 2023年11月24日 - 12月17日 | マルシィ FC TOUR 2023 "Welcome to Marcy House"  | 愛知CLUB QUATTRO、大阪CLUB QUATTRO、東京ヒューリックホール                                                                                                 |
| 2024年1月21日 - 3月29日   | マルシィ one man live tour 2024"Candle”         | 大阪なんばHatch、愛知Zepp Nagoya、石川EIGHT HALL、新潟LOTS、福岡Zepp Fukuoka、広島CLUB QUATTRO、北海道PENNY LANE24、 宮城Rensa、東京国際フォーラム ホールA |
| 2024年10月24日-11月28日   | マルシィ Zeppツアー2024(仮)                     | Zepp Haneda、KT Zepp Yokohama、Zepp Sapporo、Zepp Osaka Bayside、Zepp Fukuoka、Zepp Nagoya                                                                 |
|                           |                                                 | Shibuya QUATTRO |
| 2025年4月12日             | マルシィOnemanlive2025"with your daily"         | 日本武道館 |